# Żnin-Zachód (gmina)
Żnin-Zachód – dawna gmina wiejska istniejąca w latach 1934–1954 w woj. poznańskim/bydgoskim (dzisiejsze woj. kujawsko-pomorskie). Siedzibą władz gminy był Żnin, który jednak nie wchodził w jej skład (gmina miejska).
Gmina zbiorowa Żnin-Zachód została utworzona 1 sierpnia 1934 roku w powiecie żnińskim w woj. poznańskim z dotychczasowych jednostkowych gmin wiejskich: Bożejewice, Bożejewiczki, Brzyskorzystew, Cerekwica, Gogółkowo, Jaroszewo, Kaczkowo, Rydlewo, Sarbinowo, Sielec, Skarbienice, Słębowo, Sulinowo i Ustaszewo (oraz z obszarów dworskich położonych na tych terenach lecz nie wchodzących w skład gmin).
Po wojnie gmina zachowała przynależność administracyjną. 6 lipca 1950 roku gmina Żnin-Zachód wraz z powiatem żnińskim została przyłączona do woj. bydgoskiego (które równocześnie zmieniło nazwę z pomorskiego na bydgoskie). Według stanu z dnia 1 lipca 1952 roku gmina składała się z 14 gromad: Bożejewice, Bożejewiczki, Brzyskorzystew, Cerekwica, Gogółkowo, Jaroszewo, Kaczkowo, Podobowice, Sarbinowo, Sielec, Skarbienice, Słębowo, Sulinowo i Ustaszewo.
Jednostka została zniesiona 29 września 1954 roku wraz z reformą wprowadzającą gromady w miejsce gmin. Jednostki nie przywrócono 1 stycznia 1973 roku po reaktywowaniu gmin, powstała jednak gmina Żnin, obejmująca obszary dawnych gmin Żnin-Wschód i Żnin-Zachód.